# Scopula calothysanis
Scopula calothysanis là một loài bướm đêm trong họ Geometridae.